# Yên Ly hầu
Yên Li hầu hay Yên Hi hầu (chữ Hán: 燕釐侯; trị vì: 826 TCN-791 TCN), tên thật là Cơ Trang (姬莊), là vị vua thứ 11 của nước Yên - chư hầu nhà Chu trong lịch sử Trung Quốc.
CƠ Trang con của Yên Huệ hầu- vị vua thứ 10 nước Yên. Năm 827 TCN, Huệ hầu mất, Cơ Trang lên kế vị tức Yến Li hầu.
Sử sách không ghi rõ những hành trạng của ông trong thời gian ở ngôi cũng như những sự việc xảy ra tại nước Yên dưới thời của ông.
Năm 791 TCN, Yên Li hầu qua đời. Ông ở ngôi được 36 năm. Con ông là Yên Khoảnh hầu lên nối ngôi.